# Väinö Nuorteva

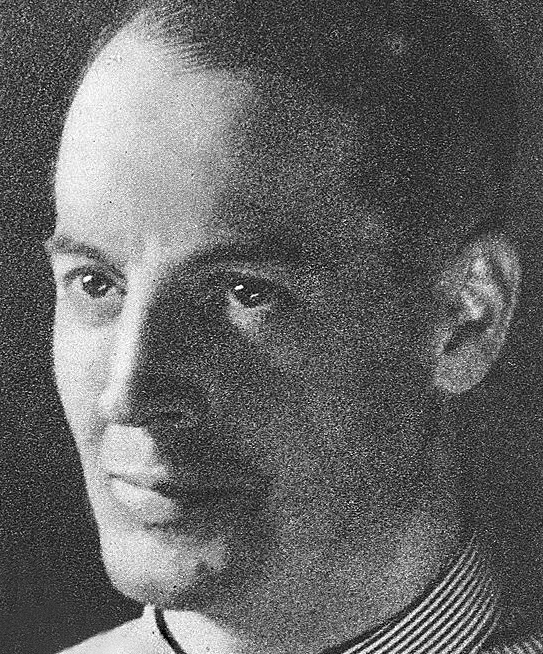
Väinö Nuorteva alias Olli.

Väinö Albert Nuorteva (Nyberg till 1919), född 12 december 1889 i Mäntsälä, död 4 februari 1967 i Helsingfors, var en finländsk författare.
Nuorteva är mest känd under signaturen Olli. Nuorteva började sin karriär som kåsör i Ylioppilaslehti 1914. Han verkade som redaktör och kåsör i tidningen Uusi Suomi mellan 1922 och 1964. Med över 10 000 kåserier är han en av de mest betydande kåsörer i Finland. Han skrev även några skådespel.